# Christophorus Buys-Ballot

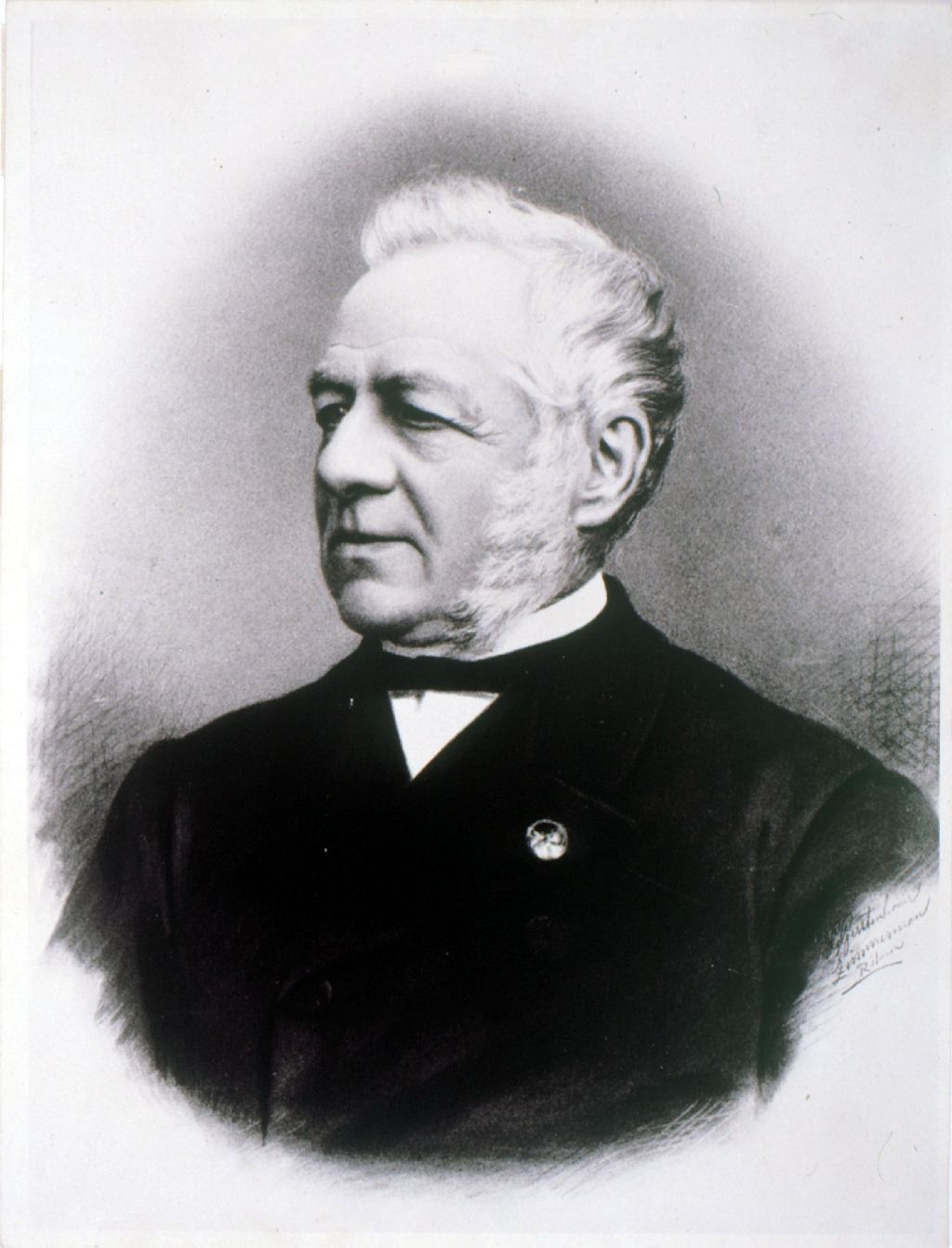
Christophorus Buys-Ballot

Christophorus Henricus Didericus Buys-Ballot (1817–1890) – holenderski chemik i meteorolog. 
W 1845 roku przeprowadził pierwsze doświadczenie, które potwierdziło przewidzianą przez Christiana Andreasa Dopplera zmianę częstotliwości fal dźwiękowych przy ruchu względnym obserwatora i źródła. Błędnie jednak uważał, że efekt Dopplera nie zachodzi dla światła. Jest on twórcą w meteorologii reguły barycznej, zwanej też prawem Buys-Ballota. Od 1855 był członkiem Królewskiej Holenderskiej Akademii Sztuk i Nauk.